# Wilfred Backhouse Alexander
Wilfred Backhouse Alexander (4 de febrero de 1885-8 de diciembre de 1965) fue un ornitólogo y entomólogo británico. Era hermano de Horace Alexander.

## Biografía
Alexander nació en Croydon en Surrey, (Inglaterra) y estudió Ciencias Naturales en la Universidad de Cambridge. Fue Superintendente asistente del Museo de Zoología de Cambridge de 1910 a 1911. 
En 1912 viajó a Australia y trabajó para el Western Australian Museum en Perth hasta 1920, cuando se trasladó a Commonwealth Prickly Pear Board (organismo creado para controlar la expansión descontrolada de chumberas en Australia) en Brisbane. La búsqueda de métodos biológicos para el control de las chumberas le llevaron a realizar varios viajes a Sudamérica. Alexander empleó esos viajes para observar las aves pelálgicas. Esto resultó en un libro Birds of the Ocean, un precedente a posteriores guías de campo. En 1926 se incorporó al American Museum of Natural History.
Alexander volvió a Inglaterra en 1929. En 1930 fue nombrado director del recién creado Censo de Aves de Oxford (que posteriormente se convertiría en el Edward Grey Institute of Field Ornithology). En 1945 se retiró como director pasando a ocupar el puesto de bibliotecario del Instituto, puesto en el que permanecería hasta 1955.

## Honores

### Eponimia
La donación de su biblioteca personal de libros de aves constituyó el núcleo original de la biblioteca y por ello lleva su nombre.

### Galardones
- 1955: medalla Tucker, de la Asociación Británica de Ornitología
- 1959: medalla Unión de British Ornithologists' Union.[2]

## Abreviatura (zoología)
La abreviatura Alexander  se emplea para indicar a Wilfred Backhouse Alexander como autoridad en la descripción y taxonomía en zoología.